# Бонней, Барбара
Барбара Бонней, иногда — Барбара Бонни (англ. Barbara Bonney, 14 апреля 1956, Монтклэр, Нью-Джерси) — американская певица (сопрано).

## Биография
Училась игре на фортепиано и виолончели. В 1969 семья переехала в штат Мэн, где Барбара была принята в юношеский оркестр Портленда как виолончелистка. Два года проучилась в университете Нью-Хэмпшира, изучая немецкий язык и музыку, затем год в Зальцбургском университете, где у неё обнаружили голос. Училась в Моцартеуме. В 1978 закончила Нью-Хэмпширский университет.

## Репертуар
В 1979 поступила в Дармштадтскую оперу, дебютировала в роли Анны в опере Николаи Виндзорские проказницы. В 1987 дебютировала на сцене Метрополитен-оперы (Наяда в опере Р. Штрауса Ариадна на Наксосе), в Венской государственной опере в том же году — в роли Софи в Кавалере розы Штрауса. В дальнейшем выступала как оперная и концертная певица, исполняя как оперные партии, так и песни Шуберта, Мендельсона, Р. Штрауса, Х. Вольфа.
Широкой публике известна по саундтреку фильма Стивена Спилберга Искусственный разум (2001), композитор — Джон Уильямс.

## Признание
Член Королевской Шведской Академии музыки, приглашенный профессор Королевской академии музыки в Лондоне. Также преподает в Моцартеуме.